# Апостольский нунций на Фиджи
Апостольский нунций в Республике Фиджи — дипломатический представитель Святого Престола на Фиджи. Данный дипломатический пост занимает церковно-дипломатический представитель Ватикана в ранге посла. Апостольская нунциатура на Фиджи была учреждена на постоянной основе 12 сентября 1978 года.
В настоящее время Апостольским нунцием на Фиджи является архиепископ Габор Пинтер, назначенный Папой Франциском 29 августа 2024 года.

## История
Апостольская нунциатура на Фиджи была учреждена на постоянной основе 12 сентября 1978 года, апостольским письмом Cum probe noverimus папы римского Иоанна Павла I, отделяя её от апостольской делегатуры на Тихом океане. Однако апостольский нунций не имеет официальной резиденции на Фиджи, в её столице Суве и является апостольским нунцием по совместительству, эпизодически навещая страну. Резиденцией апостольского нунция на Фиджи является Веллингтон — столица Новой Зеландии.

## Апостольские нунции на Фиджи
- Антонио Маньони — (24 апреля 1980 — 22 июля 1989 — назначен апостольским про-нунцием в Египте);
- Томас А. Уайт — (14 октября 1989 — 27 апреля 1996);
- Патрик Коувни — (15 октября 1996 года — 25 января 2005 — назначен апостольским нунцием в Греции);
- Чарльз Дэниэл Бэлво — (1 апреля 2005 — 17 января 2013 — назначен апостольским нунцием в Кении и Постоянным наблюдателем в органах Организации Объединённых Наций по окружающей среде и человеческим поселениям);
- Мартин Кребс — (23 сентября 2013 — 16 июня 2018 — назначен апостольским нунцием в Уругвае);
- Новатус Ругамбва — (25 мая 2019 — 27 июля 2024, в отставке);
- Габор Пинтер — (29 августа 2024 — по настоящее время).